# Брюнн (Тюрингія)
Брюнн (нім. Brünn) — громада в Німеччині, розташована в землі Тюрингія. Входить до складу району Гільдбурггаузен.
Площа — 6,10 км2. Населення становить 420 ос. (станом на 31 грудня 2021).